# Площанка
Площанка (укр. Площанка) — село в Кременском районе Луганской области Украины, входит в Краснореченский поселковый совет.
Население по переписи 2001 года составляло 135 человек. Почтовый индекс — 92915. Телефонный код — 6454. Занимает площадь 0,26 км². Код КОАТУУ — 4421655402.

## Местный совет
92913, Луганська обл., Кремінський р-н, смт. Красноріченське, вул. Фрунзе, 20  (укр.)